# Servei d'Arxiu Municipal de Palamós
El Servei d'Arxiu Municipal de Palamós és el servei públic responsable de la salvaguarda, l'organització, la gestió i la divulgació de la documentació generada i rebuda per l'Ajuntament de Palamós des dels seus inicis fins a l'actualitat. Custodia, també, fons i col·leccions documentals provinents de particulars, associacions i empreses vinculades al municipi. El Servei d'Arxiu és un element bàsic de suport a la gestió de l'administració municipal, una plataforma d'informació i documentació al servei de la mateixa organització i de la comunitat. Té com a missió la protecció i recuperació del patrimoni documental del municipi, és un actiu en el coneixement i la difusió del passat i el present de Palamós.

## Història[calcitació]
L'Arxiu Municipal de Palamós, com a fons, nasqué en el mateix moment en què ho feu l'ajuntament com a institució, en el segle xiii. A mesura que els antics consells municipals podien escollir els seus representants i prendre acords amb caràcter executiu, es veia més la necessitat de conservar tant els documents que acreditaven els seus drets i els seus privilegis envers altres institucions, com els documents que servien de suport al seu funcionament intern, com podien ser, i encara són, els acords i els comptes, entre d'altres.
Segons aquestes consideracions, l'Arxiu Municipal de Palamós, existeix des del moment que els senyors batlles i jurats de la vila de Palamós, en l'exercici dels seus càrrecs i ja en previsió del valor jurídic i administratiu dels documents, començaren a acumular-los com a prova de la seva activitat.

## Emplaçament[calcitació]
Pel que fa a l'Arxiu lligat a l'espai físic que allotja els fons documentals, en el cas de Palamós s'ha de parlar de quatre ubicacions diferents al llarg de temps.
L'església parroquial fou el primer lloc documentat com a Arxiu. Era allí on es reunien els jurats i on aquests conservaven els seus papers, al costat dels de la Comunitat de Preveres de Santa Maria. Així, una habitació que hi havia al costat del cor de l'església era l'espai que feia la funció d'Arxiu.
El Museu El Cau de la Costa Brava, ja al segle xx, fou el segon lloc on s'ubicà l'Arxiu (estrictament històric). El grup de persones que s'aplegava sota aquella societat va fer un paper de salvaguarda i tutela dels fons de la vila de Palamós amb interès històric. L'Arxiu, llavors ja no era únicament un espai, havia pres una nova accepció, la de ser una institució i un servei d'àmbit cultural.
Mentre El Cau allotjava i vetllava pels fons històrics, la tercera ubicació de l'Arxiu, l'Ajuntament, conservava i acumulava la seva documentació administrativa, indispensable per a la gestió quotidiana, situació que continuà fins a la municipalització, el 1987, i el tancament definitiu del museu El Cau de la Costa Brava.
Arran del conveni signat entre l'Ajuntament de Palamós i el Servei d'Arxius de la Generalitat de Catalunya l'any 1987, l'Arxiu Històric Comarcal de la Bisbal va conservar bona part dels fons històrics de Palamós per tal de garantir-ne la custòdia i la seva disposició pública. Simultàniament l'Ajuntament de Palamós buscava unes instal·lacions adequades per als seu patrimoni documental.
El 1998 el ple aprovà la modificació d'usos de la casa Montaner. Fruit d'això, l'any 2000 la unitat central del Servei d'Arxiu Municipal de Palamós es desplaçà a aquest edifici compartint espai amb El Museu de la Pesca. El nou equipament de la Casa Montaner va permetre que l'Ajuntament reunís els seus fons històrics i que les instal·lacions de la Casa de la Vila fessin les funcions d'arxiu administratiu amb l'optimització i la millora global del conjunt del Servei d'Arxiu Municipal.

## Edifici[calcitació]
El Servei d'Arxiu Municipal de Palamós té la seu principal a la Casa Montaner. En aquest edifici ocupa el segon pis, on se situen la zona de treball i la sala de consulta (100 m² en total), part de la planta baixa, que es destina a dipòsit de documentació (50 m²) equipat amb de 688 ml de prestatgeries compactes, i una sala del semisoterrani que s'utilitza com a espai de pretractament. A part de la Casa Montaner el SAMP disposa d'una oficina a la Casa Consistorial de Palamós que faria les funcions d'arxiu central, i en el mateix edifici, hi hauria les diferents dependències que farien d'arxiu de gestió. Entre els dipòsits de l'arxiu central i el de l'edifici la Casa Montaner sumarien uns 1450 ml de documentació.
La Casa Montaner, tot i que ara aplega diversos serveis patrimonials a més del Servei d'Arxiu Municipal de Palamós: les oficines i sales de reserva del Museu de la Pesca, el centre de documentació Documare, i la Càtedra d'Estudis Matírims de la Universitat de Girona, formava part del patrimoni de Indústrias Corcheras Montaner S.A. originàriament de l'industrial surer Martí Montaner i Coris. Aquestes indústries situades majoritàriament a l'eixample industrial de Palamós, antigament, anomenada l'Arenal. El nom de l'edifici prové d'aquesta coneguda família industrial, els Montaner.
L'any 1907, en Martí Montaner Coris n'obté el sotsestabliment d'aquesta finca on se situa la Casa Montaner. En aquell moment, a la finca hi havia una casa amb un pis i la resta de la finca era un gran pati magatzem de bales de suro.
Al final de la dècada de 1910, el responsable del taller mecànic de la fàbrica Industrias Corcheras Montaner S.A., Francisco Enrique Brandes Hohl, segurament, per l'aproximació les dependències de la fàbrica, va transformar la casa en el seu habitatge. El darrer habitant de la casa, Robert Palet Lebeau, gerent de l'empresa dels Montaner, cap al 1957, va fer modificacions en la seva estructura, convertint-la en una casa senyorial amb uns bonics jardins. La formació de la plaça dels Països Catalans va ser implacable amb els jardins i amb una antiga bàscula per a pesar els carros i carretes que entraven i sortien amb bales de suro i saques de taps al pati-magatzem que hi havia a la finca. El 1988 el ple aprova la modificació d'usos de la Casa Montaner i passa a formar part del patrimoni municipal de Palamós i al mateix temps a ser dependències de l'Ajuntament de Palamós.
No s'ha de deixar d'esmentar la figura prolífica d'en Martí Montaner i Coris que va ser alcalde de Palamós, president de la Cambra de comerç, aportador econòmic de projectes municipals com la portada d'aigua potable i l'escorxador, també va ser propulsor de millores en les condicions laborals dels seus obrers conscient de les mancances d'aquestes. Les seves fàbriques van arribar tenir 1000 treballadors i a produir més de mig milió de taps l'any. Va ser impulsor de la creació de la Societat Casino El Puerto. El SAMP ofereix l'activitat pedagògica Descobrir Martí Montaner i Coris, un pioner a Palamós, que invita a conèixer aquest personatge rellevant en un període de la història de Palamós.

## Fons[calcitació]
- Fons de l'administració municipal:
  - Ajuntament de Palamós (1279-actualitat)
  - Ajuntament de Sant Joan de Palamós (1716-1942)

- Fons religiosos:
  - Comunitat de Preveres de Santa Maria de Palamós (1378-1894)
  - Obra de l'església parroquial (1677-1875)
  - Convent dels Agustins s. XVI-XVIII

- Fons d'associacions:
  - Agrupació Republicana de Sant Joan de Palamós (1910-1935)
  - Agrupació Sardanista Costa Brava (1968-2010)
  - Associació Cultural Equip Proa (1965-1993)
  - Associació Cultural Sant Jordi (1989-2000)
  - Associació Cine Club Bahía (1974-2010)
  - Associació de Famílies Cristianes (1969-1974)
  - Confraria de la Sacríssima Verge Maria o del Sant Crist (1680-1732)
  - Confraria del Santíssim Sagrament (1679-1879)
  - Confraria de Nostra Senyora dels Dolors (1796-1867)
  - Confraria de Nostra Senyora del Roser (1730-1860)
  - Confraria de Sant Pere (1680-1732)
  - Confraria dels Sants Metges (1703-1753)
  - Cooperativa l'Equitativa (1909-1989)
  - Gremi de Mareantes (1824-1900)
  - Junta Local del Movimiento de Palamós i Sant Joan (1939-1974)
  - Societat Casino El Port (1932-1963)
  - Salvem Castell (1984-2002)
  - Societat Anònima “Docks de Palamós” (1916-1923)
  - Cine Club Bahia s. XX

- Fons comercials i d'empreses:
  - Discos de Corcho S.A (1941-1965)
  - Gaseoses B&B (1964-1976)
  - Montaner (1854-1965)
  - Medir Perxés (1964-1980)
  - Serrat (1955-1975)
  - SITAP (1979-2000)

- Fons patrimonials:
  - Antoniet s. XVII-XIX
  - Botet Esteva (1537-1642)
  - Pagès-Gallart (1537-1642)
  - Torroella (1270-1631)

- Fons personals:
  - Lluís Barceló i Bou (1893-1950)
  - Casi Boada Matas (1889-1980)
  - Lluís Camós Cabruja s. XIX-XX
  - Ramon Casas Camós (1891-1984)
  - Josep Lloveras Gironella s. XX
  - Narcís Pagès Prats s. XIX
  - Josep Pallí Roig ca. (1980-2004)
  - Roberto Palet Lebeau (1926-1989)

- Col·leccions:
  - Cartells i edicions menors (1909-2010)
  - Fullets i opuscles (1925-2010)
  - Goigs i indulgències (1721-1993)
  - Imatges s. XIX-XX
  - Manuscrits s. XIV-XX
  - Plànols (1893-2010)
  - Biblioteca i mediateca de consulta
  - Hemeroteca local

## Serveis[calcitació]
El Servei d'Arxiu Municipal de Palamós ofereix atenció a l'usuari de dilluns a divendres de 11h a 15h i el primer i tercer dissabtes de mes, de 9h a 13h. L'usuari pot disposar d'instruments de descripció per a cada fons i col·lecció, tant automatitzats com manuals. A la web corporativa de l'Ajuntament de Palamós es pot consultar la informació dels fons del SAMP i les activitats de difusió que ofereix. Del Servei d'Arxiu l'usuari pot obtenir informació documental i bibliogràfica sobre la Vila de Palamós, i assessorament a iniciatives d'investigació. De la consulta dels fons i col·leccions del SAMP es pot adquirir reproduccions de documents, tenint en compte la legislació vigent en matèria d'arxius i documents. L'Arxiu disposa de biblioteca i hemeroteca de consulta de caràcter local i provincial.
El SAMP ofereix a la ciutadania visites col·lectives concertades. L'Ajuntament de Palamós dins el seu programa educatiu municipal promociona activitats pedagògiques a les escoles de la vila. Al mateix temps suport informatiu i documental a les escoles de la Vila.
L'antiga Junta de la Cooperativa La Equitativa, ara dissolta, juntament amb el SAMP promocionen la beca d'estudi Cooperativa La Equitativa, per a investigadors i el premi de recerca Vila de Palamós per a estudiants de batxillerat.